# Duarte de Meneses, o d'Évora
D. Duarte de Meneses, o d'Évora (c. 1470 - depois de 1532), Alcaide-mor do Sabugal e Alfaiates, e Capitão de Tânger.
D. Duarte era filho de D. Isabel de Castro, e de D. Fernando de Meneses O Narizes, fronteiro em Arzila, irmão de D. João de Meneses, 1° conde de Tarouca, e por conseguinte, primo do outro D. Duarte de Meneses, o gordo, governador da Índia, que como ele foi capitão de Tânger (duas vezes), e por isso quase sempre confundido com ele.

## Tânger
Como se disse, era filho de um fronteiro em Arzila, e parente de muitos outros militares portugueses em Marrocos. Aí terá nascido pelos anos de 1470-80, já que tinha casado um primeira vez com D. Leonor Henriques, com quem não houve descendência, e depois com D. Filipa de Castro, com quem teve filhos, cujo mais velho, D. Fernando, em 1531 "não chegava a vinte anos".
Capitaneou Tânger de Junho ou Julho de 1522 a 1532.
Nos Anais de Arzila encontram-se as principais referências a esse capitão.
Aí, Bernardo Rodrigues, o autor, militar em Arzila, o descreve como "escrupuloso", que não sahia "fora (de Tânger) sem ter toda a segurança de saber certo os alcaides serem em Fez [se, por exemplo] de força avia d'estar fora da cidade quatro dias com suas noutes, tempo em que se podíão ajuntar duas mil lanças".
Em 1527 "Mulei Hamete, que logo foi rei de Fez, veio correr a Tanjere e desbaratou cincoenta de cavalo de Tanjere (…) e, com esta vitoria, se recolherão pera Fez, dizendo que fizérão esta ganima (conquista, presa) pola alma d'el-rei morto" (o seu pai Maomé Bortucali que vinha de morrer e a quem sucedera).
Em 12 de Maio de 1530, ajuntou-se com o capitão de Arzila, o conde de Redondo, Dom João Coutinho,  pera ir tomar uma aldea ao campo de Alcacere.

### Morte de seus filhos: D. Diogo e D. Fernando
No princípio de 1531, depois do terremoto do 20 de janeiro que houve em Portugal, "Levantado o tremor e peste, logo ouve outro rebate neste reino, que foi a nova da perda dos filhos de Dom Duarte, (…) perdidos com toda a jente da cidade":
…"João Rodríguez, almocadem (…) espiou uma aldea na serra d'Anjera e vio como lhe podia fazer dano e tomar a boiada, e, dando conta ao capitão (D. Duarte), fez com que os filhos lhe pedisem licença pera ir fora ao ardil de João Rodríguez, o que ele concedeo, por ele não poder ir em pesoa, por suas indisposições, e fôrão os filhos, Dom Fernando e Dom Diogo, levando a bandeira e a mais da jente (…) e ao outro dia dérão na aldea, que Beneolim avia nome, e, tomadas algumas almas, lhe tomarão todo o gado, asi groso como meudo; mas logo acudirão ao rebate cincoenta de cavalo, que acaso acertarão a ser hospedes, asi na aldea como derredor dela, por Mulei Abraém acertar correr a Tanjere e acertar aquela noite a dormir em Anjera, junto a Beneolim, e cide Omar Bençalema, seu irmão, que já era alcaide de Xexuão, foi o que logo acudio e se achou com os dianteiros. Os de Tanjere, vendo jente nova e não esperada, logo (…) bradarão que deixasem o gado e se ouvesem da outra parte de um ribeiro (…) mas Dom Diogo, filho de Dom Duarte, (mancebo de menos de dezoito anos) o não quis consentir, dizendo que uma cabra não avia de deixar (…).
Vendo os mouros a fraqueza [em número dos portugueses], (…) apertarão de tal maneira que, querendo os filhos de Dom Duarte a traseira, forão derribados, e Dom Diogo morto e Dom Fernando o maior cativo; e, vendo todos os seus capitães mortos e cativos, sem mais olharem por nada, dérão á longa pondo-se em fojida, não escapando senão a unha de cavalo, que fôrão até corenta de cavalo, e fôrão mortos noventa e tantos, e com Dom Fernando alguns cativos, que seríão sete ou oito. (…) Neste desbarate se asinou Cide Abedelá Celema, irmão de Mulei Abraém, que, achando-se nestes dianteiros, ele foi o acometedor e o seguidor do alcance até junto da cidade, e dezíão que os mais que morrerão fôrão derribados da sua lança.
"Dous ditos notáveis contarei que fôrão este triste dia, ditos por dous mancebos, que nenhum chegava a vinte anos: um foi de Pêro Alvarez de Souto-Maior (…) achando-se na dianteira, onde Dom Diogo o pusera, e, vendo vir a jente em desbarate, trabalhando polos deter, preguntando por Dom Fernando e Dom Diogo, e, como lhe disérão que érão mortos, dise: «Não queira Deos que eu me salve, deixando meus capitães mortos no campo», e, tornando atrás, se encontrou com cide Abedelá Celema, que diante vinha, o qual vendo-o moço, ou polo conhecerem, depois de derribado, foi tomado cativo e levado a Dom Fernando, que perto dali fora derribado.
"O outro dito foi de Dom Fernando, que, sendo posto entre seus imigos e derredor muitos que o conhecerão e o nomeávão por Dom Fernando, chegou Mulei Abraém, e, como era nobre e magnânimo, o fez pôr a cavalo, asi a ele como a Pêro Alvarez, e, querendo-o consolar, lhe dise estas palavras: «Senhor Dom Fernando, estes são os efeitos da guerra, que não favorecem a uma parte sem dano da outra; mas esta fortuna vosa é mais pola soberba e condição de voso pai que polo vós merecerdes».
"Isto dezia Mulei Abraém por Dom Duarte ser áspero e se dar muito mal com ele. Respondeo-lhe Dom Fernando: «Senhor, não vai isto em ser meu pai de boa, nem má condição, senão o costume que têm os Meneses, donde venho, derramarem o sangue nos campos de Alcacere, Tânger e Arzila». Mulei Abraém, vendo a reposta de Dom Fernando lh'o teve a bem e lhe pedio perdão, e lhe dise: «Vós ganhastes, senhor Dom Fernando» e recolheo a si e o tratou, não como a cativo, senão como filho, dando-lhe oito vinténs cada dia, pera gasto seu e de Pêro Alvarez, e pera um cristão que os servia dous vinténs, e comíão á sua mesa com suas molheres Dom Fernando e Pero Alvarez. O costume de Mulei Abraém era que, como bebia vinho, não entrava pera onde comia e bebia senão cristãos e judeus, seus privados, que ele mandava chamar.
"Deixando Mulei Abraém com sua vitoria e a Dom Fernando em seu poder, onde morreo de câmaras (quer dizer de diarreia, isso acontecendo depois de Janeiro de 1532), sem ser resgatado, direi o que Dom Duarte fez neste (mal) afortunado dia, pois nele perdeo dous filhos e vinte dous de cavalo de sua casa, entre parentes e criados, afora os moradores e fronteiros setenta. Tanto que ouve repique, que ele saio ao Facho e recolheo as relíquias que escaparão, de cento e corenta de cavalo que com seus filhos mandou, com muita tristeza se recolheo á cidade, onde á porta estávão as molheres descabeladas, preguntando polos maridos, filhos, irmãos, ás quais respondia: «Fícão como bons cavaleiros acompanhando meus filhos» e, vestindo um balandrão de escarlata, visitou todas as anojadas e consolando-as com seu exemplo, dizendo: «Olhai minha perda e que érão meus filhos e a esperança que tinha de suas virtudes, e de vinte dous de cavalo todos de minha casa sairão sem tornar um deles», dando louvores a Deos que asi o ouve por bem, e desta maneira se mostrou animoso e [asi] a senhora sua molher, e depois se recolheo a sua casa e camara, escrevendo cartas a el-rei e asi ao feitor de Andaluzia, o qual logo proveo a cidade com dozentos soldados e muito mantimento, com que a cidade ficou segura."

### Fidalgos em Tânger
"A nova deste desbarate e perda dos filhos de Dom Duarte chegou a el-rei, noso senhor, estando em Alcouchete, lugar de Ribatejo, defronte de Lisboa, e alvoroçou tanto este reino e corte que fez os mais fidalgos partir ao socorro de Tânger, e em quinze dias fôrão nele mais de cem fidalgos, com seus criados e achegados e armas e cavalos, de maneira que se ajuntarão quinhentos de cavalo em Tânger; e como Mulei Abraém tornase a Féz e el-rei fose este ano a Marrocos, á guerra do xerife, e as serras de Tânger não são pera tanta e tão honrada fidalguia entrarem sem fazerem algum bom feito, requererão a Dom Duarte que fizese com o conde os levase ao campo de Alcacere Quibir, pera o qual requerimento levou a Arzila toda aquela fidalguia, que era a maior parte que em Portugal avia (…) Foi esta vinda de Dom Duarte com estes fidalgos pera se tratar um negocio árduo e grande, que era saquear Alcacere Quibir. (…)Mas "vimos fogos ao longo da ribeira e lugares onde parecia sinal sermos sentidos, e, não ousando chegar á Ponte, nos tornamos e, com nosa nova e tornada, se desmanchou a ida de tanta e tão boa jente. (…). Dom Duarte se tornou a Tânger com todos os fidalgos."

### O Lião
"Tornando Dom Duarte com todos os fidalgos a Tânger, dahi a pouco, tendo, (…) o conde (de Redondo) nova de el-rei estar em Féz e Mulei Abraém em sua casa, que era em Miquinez, e que podia entrar, o fez saber a Dom Duarte; e, vindo com seus fidalgos, vista a determinação do conde, que era ir correr a Alcacere, Dom Duarte o refutou, dando rezões, dizendo que era muito comprida e que receberíão muito dano das calmas; e, por satisfazer a fidalguia, se ajuntarão no Castelo ao pé do Farrobo, onde aconteceo um caso, que foi tomar-nos dantre tanta jente um lião um homem (…). Estando em uma grande várzea, junto do Castelo, em que avia setecentos de cavalo, os mais todos a pé e com os cavalos polas rédeas, um fero lião entrou por entre nós, pondo o tento em António Vizugo, que falando estava, e a derredor dele sete ou oito homens, remeteo a ele e, pondo-lhe as mãos nos peitos, lhe quebrou as couraças e lhe meteo as laminas por dentro dos peitos e, tomando-o nos dentes, o começou a levar. O rebate foi mui grande e dos brados do António Vizugo e da fojida dos cavalos, e acudindo os que mais afastados estávão, porque os de perto os mais dos cavalos fôrão soltos, e, sabendo que era lião, apertarão com ele e lhe fizérao largar a presa, mas ele ficou tal que em breve espacio acabou seus dias.(…) E, arrancando da cilada, os mais fôrão direitos ao facho de Mençara d'Alemnacer (…). Os de Tânger, como não sabíão o campo, todos levávão os olhos no facho, indo os fidalgos rogando aos de Arzila os encaminhasem, (…). A corrida foi muito grande e de pouco proveito, por se não tomarem mais que oito ou nove almas e dez ou doze egoas e outras tantas vacas;(…). Asi viemos juntos até Darbejos, onde nos apartamos, e a jente de Tânger tomou o caminho do porto d'Alfeixe e nós o de Arzila.
"A presa deste ajuntamento não chegou a pagar as perdas, por nos rebentarem alguns cavalos e emmanquecerem outros, da corrida ser grande, perto de duas legoas. Este ajuntamento foi o de mais fidalgos que no campo de Arzila fôrão juntos, em setenta e oito anos que foi de cristãos, da tomada d'el-rei Dom Afonso até a deixar el-rei Dom João o terceiro."
Bernardo Rodrigues fala de D. Duarte enquanto capitão de Tânger até Setembro de 1532, sendo substituído depois dessa data por D. Álvaro de Abranches.

## Descendência
D. Duarte teve dois outros filhos com D. Filipa de Castro: D. Garcia De Meneses, e Isabel de Castro, que casou com D. Afonso de Castelo-Branco, filho do 1º conde de Vila Nova de Portimão, D. Martinho Castelo Branco.
Era irmão de D. Diogo de Meneses, de D. Garcia de Meneses o Lamparinho, de D. Inácia/Joana de Meneses, e de D. Beatriz de Meneses.